# 維托里奧·埃爾斯巴美爾
维托里奥·埃爾斯巴美爾（義大利語：Vittorio Erspamer，1909年7月30日—1999年10月25日），意大利药理学家和化学家、血清素的發現者。以辨別與合成了六十多个新的化学化合物知名，其中最主要的是血清素和章胺。